# .lv
.lv è il dominio di primo livello nazionale assegnato alla Lettonia.
Microsoft ha registrato il dominio xbx.lv, associato al servizio Xbox Live.